# Liste des ponts d'Occitanie protégés aux monuments historiques
 (mai 2025).
Cet article recense les ponts protégés aux monuments historiques en Occitanie, en France.

## Liste
La liste suivante ne prend pas en compte les aqueducs protégés aux monuments historiques, les ponts-aqueducs ni les ponts-canaux (en particulier ceux du canal du Midi).
| Édifice                                        | Département         | Commune                            | Coordonnées                      | Notice                                       | Protection                                               | Illustration                                   |
| ---------------------------------------------- | ------------------- | ---------------------------------- | -------------------------------- | -------------------------------------------- | -------------------------------------------------------- | ---------------------------------------------- |
| Pont d'Ourjout                                 | Ariège              | Bordes-Uchentein                   | 42° 54′ 09″ nord, 1° 01′ 44″ est | « PA00093780 »                               | Inscrit MH (1941)                                        | Pont d'Ourjout                                 |
| Pont du Diable                                 | Ariège              | Mercus-Garrabet                    | 42° 54′ 23″ nord, 1° 38′ 27″ est | « PA00093891 »                               | Inscrit MH (1950)                                        | Pont du Diable                                 |
| Pont de Saint-Lizier                           | Ariège              | Saint-Lizier                       | 43° 00′ 01″ nord, 1° 08′ 05″ est | « PA00093913 »                               | Inscrit MH (1927)                                        | Pont de Saint-Lizier                           |
| Pont d'Alet-les-Bains                          | Aude                | Alet-les-Bains                     | 42° 59′ 50″ nord, 2° 15′ 13″ est | « PA00102530 »                               | Classé MH (1942)                                         | Pont d'Alet-les-Bains                          |
| Pont du Diable                                 | Aude                | Alet-les-Bains                     | 43° 00′ 05″ nord, 2° 14′ 59″ est | « PA00102531 »                               | Inscrit MH (1948)                                        | Pont du Diable                                 |
| Pont-Vieux de Carcassonne                      | Aude                | Carcassonne                        | 43° 12′ 37″ nord, 2° 21′ 32″ est | « PA00102615 »                               | Classé MH (1926)                                         | Pont-Vieux de Carcassonne                      |
| Pont d'Espéraza                                | Aude                | Espéraza                           | 42° 56′ 01″ nord, 2° 13′ 12″ est | « PA00102680 »                               | Inscrit MH (1948)                                        | Pont d'Espéraza                                |
| Pont sur le Lauquet                            | Aude                | Greffeil                           | 43° 04′ 40″ nord, 2° 22′ 33″ est | « PA00102700 »                               | Inscrit MH (1948)                                        | Pont sur le Lauquet                            |
| Pont de Labastide-en-Val                       | Aude                | Labastide-en-Val                   | 43° 04′ 32″ nord, 2° 28′ 23″ est | « PA00102705 »                               | Inscrit MH (1948)                                        | Pont de Labastide-en-Val                       |
| Pont de l'Abbaye                               | Aude                | Lagrasse                           | 43° 05′ 32″ nord, 2° 37′ 06″ est | « PA00102720 »                               | Classé MH (1907)                                         | Pont de l'Abbaye                               |
| Pont de l'Alsou                                | Aude                | Lagrasse                           | 43° 05′ 44″ nord, 2° 36′ 18″ est | « PA00102721 »                               | Inscrit MH (1948)                                        | Pont de l'Alsou                                |
| Pont Neuf                                      | Aude                | Limoux                             | 43° 03′ 15″ nord, 2° 13′ 11″ est | « PA00102753 »                               | Inscrit MH (1948)                                        | Pont Neuf                                      |
| Pont sur la Lauquette                          | Aude                | Mas-des-Cours                      | 43° 07′ 46″ nord, 2° 25′ 26″ est | « PA00102764 »                               | Inscrit MH (1948)                                        | Pont sur la Lauquette                          |
| Pont des États de Languedoc                    | Aude                | Ornaisons                          | 43° 11′ 17″ nord, 2° 50′ 01″ est | « PA00102843 »                               | Inscrit MH (1951)                                        | Pont des États de Languedoc                    |
| Pont-Vieux                                     | Aude                | Rieux-en-Val                       | 43° 04′ 51″ nord, 2° 32′ 06″ est | « PA00102876 »                               | Inscrit MH (1926)                                        | Pont-Vieux                                     |
| Vieux Pont                                     | Aveyron             | Belcastel                          | 44° 23′ 17″ nord, 2° 20′ 09″ est | « PA00093963 »                               | Inscrit MH (1928)                                        | Vieux Pont                                     |
| Pont Vieux de Brousse-le-Château               | Aveyron             | Brousse-le-Château                 | 43° 59′ 51″ nord, 2° 37′ 29″ est | « PA00093979 »                               | Inscrit MH (1937)                                        | Pont Vieux de Brousse-le-Château               |
| Pont sur le Dourdou                            | Aveyron             | Conques-en-Rouergue                | 44° 35′ 54″ nord, 2° 23′ 33″ est | « PA00094000 »                               | Inscrit MH (1930)                                        | Pont sur le Dourdou                            |
| Pont sur la Truyère                            | Aveyron             | Entraygues-sur-Truyère             | 44° 38′ 59″ nord, 2° 34′ 01″ est | « PA00094014 »                               | Classé MH (1927)                                         | Pont sur la Truyère                            |
| Pont Vieux                                     | Aveyron             | Espalion                           | 44° 31′ 21″ nord, 2° 45′ 49″ est | « PA00094020 »                               | Classé MH (1888)                                         | Pont Vieux                                     |
| Pont d'Estaing                                 | Aveyron             | Estaing, Sébrazac                  | 44° 33′ 11″ nord, 2° 40′ 19″ est | « PA12000037 » « PA12000038 »                | Inscrit MH (2005)                                        | Pont d'Estaing                                 |
| Vieux Pont                                     | Aveyron             | Fondamente                         | 43° 51′ 54″ nord, 3° 04′ 35″ est | « PA00094029 »                               | Inscrit MH (1969)                                        | Vieux Pont                                     |
| Pont Vieux                                     | Aveyron             | Millau                             | 44° 05′ 37″ nord, 3° 04′ 31″ est | « PA00094065 »                               | Classé MH (1934)                                         | Pont Vieux                                     |
| Pont sur l'Aveyron                             | Aveyron             | Montrozier                         | 44° 24′ 20″ nord, 2° 44′ 40″ est | « PA00094073 »                               | Inscrit MH (1944)                                        | Pont sur l'Aveyron                             |
| Pont Saint-Blaise                              | Aveyron             | Najac                              | 44° 12′ 58″ nord, 1° 57′ 41″ est | « PA00094085 »                               | Classé MH (1987)                                         | Pont Saint-Blaise                              |
| Pont sur la Dourbie                            | Aveyron             | Nant                               | 44° 01′ 22″ nord, 3° 18′ 16″ est | « PA00094091 »                               | Inscrit MH (1944)                                        | Pont sur la Dourbie                            |
| Pont de Galinières                             | Aveyron             | Pierrefiche                        | 44° 25′ 19″ nord, 2° 54′ 07″ est | « PA12000089 »                               | Inscrit MH (2024)                                        | Image manquante Téléverser                     |
| Pont de Saint-Georges de Camboulas             | Aveyron             | Pont-de-Salars                     | 44° 16′ 15″ nord, 2° 42′ 01″ est | « PA00094103 »                               | Inscrit MH (1978)                                        | Pont de Saint-Georges de Camboulas             |
| Pont de La Guioule-sous-Rodez                  | Aveyron             | Rodez                              | 44° 21′ 12″ nord, 2° 34′ 52″ est | « PA00094131 »                               | Inscrit MH (1947)                                        | Pont de La Guioule-sous-Rodez                  |
| Pont Vieux                                     | Aveyron             | Saint-Affrique                     | 43° 57′ 25″ nord, 2° 53′ 08″ est | « PA00094137 »                               | Classé MH (1886)                                         | Pont Vieux                                     |
| Pont des Pèlerins                              | Aveyron             | Saint-Chély-d'Aubrac               | 44° 35′ 20″ nord, 2° 55′ 17″ est | « PA12000036 »                               | Inscrit MH (2005)                                        | Pont des Pèlerins                              |
| Pont Vieux de Saint-Félix-de-Sorgues           | Aveyron             | Saint-Félix-de-Sorgues             | 43° 52′ 54″ nord, 2° 59′ 08″ est | « PA00094150 »                               | Inscrit MH (1944)                                        | Pont Vieux de Saint-Félix-de-Sorgues           |
| Viaduc du Viaur                                | Aveyron, Tarn       | Tauriac-de-Naucelle                | 44° 07′ 25″ nord, 2° 19′ 52″ est | « PA00095650 »                               | Classé MH (2021)                                         | Viaduc du Viaur                                |
| Viaduc de Chamborigaud                         | Gard                | Chamborigaud                       | 44° 18′ 19″ nord, 3° 59′ 15″ est | « PA00103043 »                               | Inscrit MH (1984)                                        | Viaduc de Chamborigaud                         |
| Pont de Fourques                               | Gard                | Fourques, Arles (Bouches-du-Rhône) | 43° 41′ 17″ nord, 4° 36′ 47″ est | « PA00081183 » « PA00103055 »                | Inscrit MH (1988)                                        | Pont de Fourques                               |
| Pont des Camisards de Mialet                   | Gard                | Mialet                             | 44° 06′ 42″ nord, 3° 56′ 19″ est | « PA00103073 »                               | Classé MH (1974)                                         | Pont des Camisards de Mialet                   |
| Pont suspendu de Remoulins                     | Gard                | Remoulins                          | 43° 56′ 13″ nord, 4° 33′ 31″ est | « PA00103177 »                               | Inscrit MH (1939)                                        | Pont suspendu de Remoulins                     |
| Pont Charles-Martel                            | Gard                | La Roque-sur-Cèze                  | 44° 11′ 36″ nord, 4° 31′ 23″ est | « PA00103183 »                               | Classé MH (1980)                                         | Pont Charles-Martel                            |
| Pont Vieux                                     | Gard                | Saint-Jean-du-Gard                 | 44° 06′ 17″ nord, 3° 52′ 50″ est | « PA00103220 »                               | Inscrit MH (1950)                                        | Pont Vieux                                     |
| Pont Tibère                                    | Gard                | Sommières                          | 43° 46′ 56″ nord, 4° 05′ 20″ est | « PA30000145 »                               | Inscrit MH (2025)                                        | Pont Tibère                                    |
| Pont Vieux de Trèves                           | Gard                | Trèves                             | 44° 04′ 38″ nord, 3° 23′ 15″ est | « PA00103248 »                               | Inscrit MH (1931)                                        | Pont Vieux de Trèves                           |
| Pont du Gard                                   | Gard                | Vers-Pont-du-Gard                  | 43° 56′ 50″ nord, 4° 32′ 08″ est | « PA00103291 »                               | Classé MH (1840) · Inscrit MH (1987) · Inscrit MH (1997) | Pont du Gard                                   |
| Vieux pont du Vigan                            | Gard                | Le Vigan                           | 43° 59′ 21″ nord, 3° 36′ 27″ est | « PA00103301 »                               | Classé MH (1938)                                         | Vieux pont du Vigan                            |
| Pont Ambroix                                   | Gard                | Villetelle                         | 43° 43′ 02″ nord, 4° 09′ 07″ est | « PA00103057 »                               | Classé MH (1840)                                         | Pont Ambroix                                   |
| Pont d'Artigues                                | Gers                | Beaumont, Larressingle             | 43° 56′ 01″ nord, 0° 18′ 18″ est | « PA32000042 » « PA32000043 »                | Inscrit MH (2017)                                        | Pont d'Artigues                                |
| Vieux pont de Pavie                            | Gers                | Pavie                              | 43° 36′ 40″ nord, 0° 35′ 41″ est | « PA00094887 »                               | Classé MH (1941)                                         | Vieux pont de Pavie                            |
| Pont sur le Touch de Blagnac                   | Haute-Garonne       | Blagnac                            | 43° 37′ 15″ nord, 1° 23′ 48″ est | « PA00094293 »                               | Inscrit MH (1950)                                        | Pont sur le Touch de Blagnac                   |
| Pont de Carraou                                | Haute-Garonne       | Cassagne                           | 43° 07′ 35″ nord, 0° 59′ 27″ est | « PA00094305 »                               | Inscrit MH (1979)                                        | Image manquante Téléverser                     |
| Pont sur la Garonne de Gourdan-Polignan        | Haute-Garonne       | Gourdan-Polignan, Montréjeau       | 43° 04′ 58″ nord, 0° 34′ 31″ est | « PA00094346 » « PA00094400 »                | Inscrit MH (1984)                                        | Pont sur la Garonne de Gourdan-Polignan        |
| Pont de Grenade                                | Haute-Garonne       | Grenade                            | 43° 46′ 15″ nord, 1° 17′ 19″ est | « PA00094352 »                               | Inscrit MH (1926)                                        | Pont de Grenade                                |
| Pont sur le Touch de Plaisance-du-Touch        | Haute-Garonne       | Plaisance-du-Touch                 | 43° 33′ 41″ nord, 1° 17′ 49″ est | « PA00094422 »                               | Inscrit MH (1926)                                        | Pont sur le Touch de Plaisance-du-Touch        |
| Pont du Riat                                   | Haute-Garonne       | Revel                              | 43° 27′ 06″ nord, 2° 00′ 13″ est | « PA31000032 »                               | Inscrit MH (1998)                                        | Pont du Riat                                   |
| Pont de Lajous                                 | Haute-Garonne       | Rieux-Volvestre                    | 43° 15′ 30″ nord, 1° 12′ 13″ est | « PA00094441 »                               | Inscrit MH (1950)                                        | Pont de Lajous                                 |
| Pont Vieux de Cailhavel                        | Haute-Garonne       | Saint-Félix-Lauragais              | 43° 25′ 54″ nord, 1° 54′ 50″ est | « PA31000033 »                               | Inscrit MH (1998)                                        | Pont Vieux de Cailhavel                        |
| Pont de Saint-Martory                          | Haute-Garonne       | Saint-Martory                      | 43° 08′ 30″ nord, 0° 55′ 49″ est | « PA00094470 »                               | Inscrit MH (1950)                                        | Pont de Saint-Martory                          |
| Pont des Catalans                              | Haute-Garonne       | Toulouse                           | 43° 36′ 12″ nord, 1° 25′ 41″ est | « PA31000097 »                               | Inscrit MH (2018)                                        | Pont des Catalans                              |
| Pont de Saint-Martin-du-Touch                  | Haute-Garonne       | Toulouse                           | 43° 36′ 31″ nord, 1° 23′ 06″ est | « PA00094629 »                               | Inscrit MH (1950)                                        | Pont de Saint-Martin-du-Touch                  |
| Pont-Neuf                                      | Haute-Garonne       | Toulouse                           | 43° 35′ 58″ nord, 1° 26′ 20″ est | « PA00094627 »                               | Classé MH (1991)                                         | Pont-Neuf                                      |
| Ponts-Jumeaux                                  | Haute-Garonne       | Toulouse                           | 43° 36′ 40″ nord, 1° 25′ 10″ est | « PA00094628 »                               | Inscrit MH (1967)                                        | Ponts-Jumeaux                                  |
| Viaduc de Lanespède                            | Hautes-Pyrénées     | Bégole, Lanespède, Péré            | 43° 09′ 40″ nord, 0° 16′ 49″ est | « PA00095346 » « PA00095386 » « PA00095407 » | Inscrit MH (1984)                                        | Viaduc de Lanespède                            |
| Pont du Diable                                 | Hérault             | Aniane, Saint-Jean-de-Fos          | 43° 42′ 27″ nord, 3° 33′ 26″ est | « PA00103356 » « PA00103697 »                | Inscrit MH (1935) · Classé MH (1996)                     | Pont du Diable                                 |
| Pont Vieux de Béziers                          | Hérault             | Béziers                            | 43° 20′ 21″ nord, 3° 12′ 30″ est | « PA00103395 »                               | Classé MH (1963)                                         | Pont Vieux de Béziers                          |
| Pont romain de Boisseron                       | Hérault             | Boisseron                          | 43° 45′ 42″ nord, 4° 04′ 52″ est | « PA34000054 »                               | Inscrit MH (2008)                                        | Pont romain de Boisseron                       |
| Pont de Saint-Étienne d'Issensac               | Hérault             | Brissac                            | 43° 50′ 39″ nord, 3° 42′ 04″ est | « PA00103399 »                               | Classé MH (1948)                                         | Pont de Saint-Étienne d'Issensac               |
| Pont sur la Cadoule                            | Hérault             | Castries                           | 43° 40′ 17″ nord, 3° 58′ 53″ est | « PA00103412 »                               | Inscrit MH (1946)                                        | Pont sur la Cadoule                            |
| Pont de Gignac                                 | Hérault             | Gignac                             | 43° 39′ 13″ nord, 3° 32′ 09″ est | « PA00103463 »                               | Inscrit MH (1950)                                        | Pont de Gignac                                 |
| Pont de Montifort                              | Hérault             | Lodève                             | 43° 43′ 48″ nord, 3° 19′ 03″ est | « PA00103490 »                               | Inscrit MH (1964)                                        | Pont de Montifort                              |
| Vieux Pont                                     | Hérault             | Montagnac                          | 43° 28′ 29″ nord, 3° 26′ 44″ est | « PA00103515 »                               | Inscrit MH (1944)                                        | Image manquante Téléverser                     |
| Pont du Diable                                 | Hérault             | Olargues                           | 43° 33′ 25″ nord, 2° 54′ 41″ est | « PA00103626 »                               | Classé MH (1916)                                         | Pont du Diable                                 |
| Pont romain de Saint-Thibéry                   | Hérault             | Saint-Thibéry                      | 43° 23′ 34″ nord, 3° 25′ 58″ est | « PA00103715 »                               | Classé MH (1862)                                         | Pont romain de Saint-Thibéry                   |
| Pont de Saint-Étienne de La Salvetat-sur-Agout | Hérault             | La Salvetat-sur-Agout              | 43° 36′ 06″ nord, 2° 42′ 14″ est | « PA00103719 »                               | Inscrit MH (1964)                                        | Pont de Saint-Étienne de La Salvetat-sur-Agout |
| Pont sur la Thongue                            | Hérault             | Servian                            | 43° 24′ 19″ nord, 3° 20′ 32″ est | « PA00103725 »                               | Inscrit MH (1983)                                        | Pont sur la Thongue                            |
| Pont du Diable                                 | Hérault             | Villemagne-l'Argentière            | 43° 37′ 30″ nord, 3° 07′ 00″ est | « PA00103754 »                               | Inscrit MH (1936)                                        | Pont du Diable                                 |
| Pont de Villeneuve                             | Hérault             | Villeneuve-lès-Maguelone           | 43° 33′ 19″ nord, 3° 50′ 50″ est | « PA34000098 »                               | Inscrit MH (2012)                                        | Pont de Villeneuve                             |
| Pont sur le Célé                               | Lot                 | Bagnac-sur-Célé                    | 44° 39′ 53″ nord, 2° 09′ 19″ est | « PA00094977 »                               | Inscrit MH (1951)                                        | Pont sur le Célé                               |
| Pont Valentré                                  | Lot                 | Cahors                             | 44° 26′ 42″ nord, 1° 25′ 54″ est | « PA00095027 »                               | Classé MH (1840)                                         | Pont Valentré                                  |
| Pont de Maday                                  | Lot                 | Loubressac                         | 44° 53′ 25″ nord, 1° 48′ 20″ est | « PA00095148 »                               | Inscrit MH (1979)                                        | Pont de Maday                                  |
| Viaduc de la Borrèze                           | Lot                 | Souillac                           | 44° 54′ 06″ nord, 1° 28′ 29″ est | « PA00095265 »                               | Inscrit MH (1984)                                        | Viaduc de la Borrèze                           |
| Pont de Montferrand                            | Lozère              | Banassac-Canilhac                  | 44° 27′ 08″ nord, 3° 11′ 38″ est | « PA00103787 »                               | Inscrit MH (1935)                                        | Pont de Montferrand                            |
| Pont de Quézac                                 | Lozère              | Gorges du Tarn Causses             | 44° 22′ 26″ nord, 3° 31′ 31″ est | « PA00103908 »                               | Classé MH (1931)                                         | Pont de Quézac                                 |
| Pont Notre-Dame                                | Lozère              | Mende                              | 44° 31′ 18″ nord, 3° 29′ 51″ est | « PA00103877 »                               | Classé MH (1889)                                         | Pont Notre-Dame                                |
| Pont de Montvert                               | Lozère              | Pont de Montvert - Sud Mont Lozère | 44° 21′ 47″ nord, 3° 44′ 36″ est | « PA00103896 »                               | Inscrit MH (1950)                                        | Pont de Montvert                               |
| Viaduc de Chapeauroux                          | Lozère              | Saint Bonnet-Laval                 | 44° 50′ 23″ nord, 3° 44′ 05″ est | « PA00103914 »                               | Inscrit MH (1984)                                        | Viaduc de Chapeauroux                          |
| Pont du Diable                                 | Pyrénées-Orientales | Céret                              | 42° 29′ 43″ nord, 2° 44′ 39″ est | « PA00103991 »                               | Classé MH (1840)                                         | Pont du Diable                                 |
| Pont Séjourné                                  | Pyrénées-Orientales | Fontpédrouse                       | 42° 31′ 04″ nord, 2° 12′ 13″ est | « PA00132870 »                               | Inscrit MH (1994)                                        | Pont Séjourné                                  |
| Viaduc de Carol                                | Pyrénées-Orientales | Porta                              | 42° 30′ 01″ nord, 1° 50′ 26″ est | « PA00104095 »                               | Inscrit MH (1984)                                        | Viaduc de Carol                                |
| Pont de Cassagne                               | Pyrénées-Orientales | Sauto                              | 42° 30′ 14″ nord, 2° 08′ 36″ est | « PA00135696 »                               | Inscrit MH (1995) · Classé MH (1997)                     | Pont de Cassagne                               |
| Pont Vieux                                     | Tarn                | Albi                               | 43° 55′ 52″ nord, 2° 08′ 41″ est | « PA00095481 »                               | Classé MH (1921)                                         | Pont Vieux                                     |
| Pont vieux                                     | Tarn                | Brassac                            | 43° 37′ 50″ nord, 2° 29′ 58″ est | « PA00095490 »                               | Classé MH (1990)                                         | Pont vieux                                     |
| Pont des Ânes                                  | Tarn                | Les Cabannes, Vindrac-Alayrac      | 44° 04′ 19″ nord, 1° 55′ 24″ est | « PA81000026 » « PA81000028 »                | Inscrit MH (2006)                                        | Pont des Ânes                                  |
| Pont Vieux                                     | Tarn                | Graulhet                           | 43° 45′ 46″ nord, 1° 59′ 25″ est | « PA00095567 »                               | Classé MH (1937)                                         | Pont Vieux                                     |
| Pont de Lavaur                                 | Tarn                | Lavaur                             | 43° 42′ 05″ nord, 1° 49′ 25″ est | « PA00095586 »                               | Inscrit MH (1960)                                        | Pont de Lavaur                                 |
| Pont de Laval                                  | Tarn                | Puycelsi                           | 43° 59′ 08″ nord, 1° 42′ 33″ est | « PA00095668 »                               | Inscrit MH (1991)                                        | Pont de Laval                                  |
| Pont suspendu de Bourret                       | Tarn-et-Garonne     | Bourret                            | 43° 57′ 00″ nord, 1° 10′ 20″ est | « PA00095920 »                               | Classé MH (1994)                                         | Pont suspendu de Bourret                       |
| Pont Neuf                                      | Tarn-et-Garonne     | Montauban                          | 44° 00′ 51″ nord, 1° 20′ 56″ est | « PA82000013 »                               | Inscrit MH (2005)                                        | Pont Neuf                                      |
| Pont Vieux                                     | Tarn-et-Garonne     | Montauban                          | 44° 01′ 01″ nord, 1° 21′ 00″ est | « PA00095834 »                               | Classé MH (1911)                                         | Pont Vieux                                     |